# Шесьё
Шесьё (фр. Cheyssieu) — коммуна во Франции, находится в регионе Рона — Альпы. Департамент коммуны — Изер. Входит в состав кантона Руссийон. Округ коммуны — Вьенн.
Код INSEE коммуны — 38101. Население коммуны на 1999 год составляло 731 человек. Населённый пункт находится на высоте от 180  до 254  метров над уровнем моря. Муниципалитет расположен на расстоянии около 430 км юго-восточнее Парижа, 37 км южнее Лиона, 75 км западнее Гренобля. Мэр коммуны — M. Gilles Bonneton, мандат действует на протяжении 2001—2008 гг.
Динамика населения (INSEE):